# توران‌دخت (پوچینی)
توران‌دخت اپرایی از جاکومو پوچینی است که نخستین بار در سال ۱۹۲۶ در تالار اپرای اسکالای میلان اجرا شد. اپرانامه آن را جوزپه آدامی و رناتو سیمونی نوشته‌اند. نوشتن اپرا به واسطه مرگ پوچینی در سال ۱۹۲۴ ناتمام ماند و فرانکو آلفانو آن را کامل کرد. اگر چه پوچینی در ابتدا با خواندن اقتباس سال ۱۸۰۱ فریدریش شیلر به موضوع علاقمند شد اما وی اساس کار را بیشتر بر روی نمایش قبلی توران‌دخت اثر کارلو گوتزی پایه‌گذاری کرد. این اپرا در اصل، داستان روز سه‌شنبهٔ منظومه هفت‌پیکر اثر نظامی گنجوی شاعر پارسی ایرانی قرن دوازدهم به نام گنبد سرخ است. با این همه، قهرمان داستان به عنوان یک شاهزاده خانم روسی شناخته می‌شود. نام اپرا بر اساس عنوان دختر توران بنا شده‌است و نامی است که غالباً در شعرهای فارسی منتسب به شاهزاده خانم‌های آسیای میانه بوده‌است. هنگامی که پوچینی درگذشت، ۲ پرده، از مجموع ۳ پرده اثر تکمیل‌شده بود که این موضوع شامل سازبندی اثر نیز می‌گردید. اپرای توران‌دخت آخرین موسیقی ساخته شده توسط پوچینی بود.

## اجرا در ایران
بر اساس اپرای پوچینی، تئاتری در ایران اجرا شده‌است. این نمایش که به نام توراندخت در فرهنگسرای نیاوران بر روی صحنه رفت را محسن معینی کارگردانی کرده‌است. همچنین متن آن به نویسندگی محسن معینی نوشته شده و اقتباسی از داستان گنبد سرخ هفت پیکر نظامی است. این نمایش در سال ۱۳۹۲ اجرا شده‌است.